# Йосипа Лисац
Йосипа Лисац (на хърватски: Josipa Lisac; 14 февруари 1950 г., Загреб) е хърватска певица. Изпълнява предимно рок и джаз.

## Биография
Йосипа Лисац е родена през 1950 г. в Загреб. Тя започва своята кариера на певица в детски хор през 1961 г., пее класическа и духовна музика. През 1967 г. става вокалистка на рок-групата O'Hara, а на следващата година преминава в групата „Златни струни“. Нейният първи самостоятелен албум „Дневник на една любов“ е записан през 1973 г. Продуцент на албума е съпругът на певицата, Карло Метикош (1940 – 1991). Албумът има голям успех. Съвместно с Метикош записват общо 13 албума.
През 1975 г. изпълнява ролята на Яна в хърватската рок-опера Gubec-beg. Арията от тази опера Аве Мария е част от концертния ѝ репертоар.
В продължение на три години Лисац живее в САЩ, където работи с известни американски музиканти. В резултат на тези сътрудничества излиза албумът ѝ Made in USA (1979), в който влизат песни на хърватски и английски език.
През 1987 г. Лисац участва в югославия отбор на Евровизия Jugovizija. Тя изпява своя хит „Където Дунав целува небето“, но заема 9-о място от 24 участника. През същата година тя издава албума „Богиня“, който ѝ донася слава в бивша Югославия.
След смъртта на Карло Метикош през 1991 г., тя подготвя в негова памет няколко концерта.
Основният ѝ репертоар е съставен от рок песни, но заедно с това тя пее босненски севдалинки и хърватски коледни песни. Освен силен глас, Лисац се отличава с необичайния си стил на обличане, прически и грим. Тя също така излиза като актриса в няколко театрални постановки.

## Дискография
- Dnevnik jedne ljubavi (1973)
- Najveći uspjesi '68/ '73. (1974)
- Gubec-Beg (1975, Рок-опера)
- Josipa Lisac & B. P. Convention International Big Band (1976)
- Made in USA (1979)
- Hir, hir, hir (1980)
- Lisica (1982)
- Hoću samo tebe (1983)
- Boginja  (1987)
- Balade (1987)
- Live in Lap (1991)
- Čestit Božić (1992)
- Ritam kiše  (1993)
- Koncert u čast Karla Metikoša (1995)
- Antologija (Vols. I to VIII) (1997)
- The Best of (1998)
- Život (2000)
- Live (2000)
- Live in Concert (2002)
- Koncert u ljubavi čast Karla Metikoša, DVD (2007)
- Živim po svome (2009)